# Bundesautobahn 861
L'autoroute allemande 861 (Bundesautobahn 861 en allemand et BAB 861 en abrégé) est une autoroute située en Allemagne.
Elle a été inaugurée avec le Tunnel Nollinger Berg, une section de l'A3 et le Rheinfelder Brücke le 7 mai 2006.
Intinéraire de la Bundesautobahn 861 :
- avec la Bundesautobahn 98  + 1 Dreieck Rheinfelden
- Tunnel Nollinger Berg 1268 m
- Engelseebrücke 220 m
- 2 Rheinfelden-Mitte
- 3 Rheinfelden-Süd
- 4 Grenzübergang Warmbach
- Rheinfelder Brücke 211 m
- avec l'Autoroute Suisse A3.